# Ideas para postergar el fin del mundo
Ideas para postergar el fin del mundo (título original en portugués: Ideias para Adiar o Fim do Mundo) es un libro del líder indígena brasileño Ailton Krenak. El libro está escrito en tono dialógico utilizando ensayos, reflexiones y anécdotas, y sintetiza dos conferencias y una entrevista del escritor indígena celebradas en Portugal en 2017 y 2019. Fue publicado en portugués brasileño por primera vez en São Paulo por la editorial Companhia das Letras en 2019. El libro se ha publicado también en inglés, alemán, neerlandés, italiano y español.

## Argumento
El libro se centra en el concepto de la relación entre la humanidad y la naturaleza, y la necesidad de encontrar un equilibrio sostenible para el futuro del planeta. El libro describe la percepción indígena de los problemas contemporáneos, reflexiona críticamente sobre la idea de humanidad como algo separado de la naturaleza y propone discutir desafíos y potencialidades de la modernidad en la comprensión de problemas pasados y contemporáneos para crear un mundo más justo y sostenible. De acuerdo al líder indígena brasileño, sólo rechazando la idea de que el ser humano es superior a otras formas de vida podremos volver a dar valor a nuestra vida y, al mismo tiempo, tener la posibilidad de restablecer una correcta relación con el planeta.
El título, de acuerdo Krenak, es una provocación y un punto de partida para la reflexión sobre el «mito de la sostenibilidad, inventado por las corporaciones para justificar el asalto que hacen a nuestra idea de naturaleza».

## Desarrollo y publicación
En 2017 Krenak aceptó participa  invitado por Eduardo Viveiros de Castro de la conferencia “Os involuntários da patria” en Lisboa, en un evento cultural iberoamericano en el marco del año en que la ciudad fue capital iberoamericana de la cultura. En la ocasión se presentó el documental Ailton Krenak y el sueño de la piedra (Ailton Krenak e o Sonho da Pedra, 2017, 52 min) dirigido por Marco Altberg y luego Krenak conversó con los participantes. Esa conversación y otra sostenida al año siguiente, también en Portugual, se presentan en el libro. El libro compila las dos conferencias y una entrevista con el autor en los tres capítulos que componen la estructura del libro.
El primer capítulo se basa en la conferencia llevó el título que da origen al libro, «Ideas para postergar el fin del mundo», y se presentó el día 6 de marzo de 2019 en el Instituto de Ciencias Sociales de la Universidad de Lisboa, en un ciclo de seminarios coordinado por Susana de Matos Viegas y con la transcripción de Joëlle Ghazarian.
El segundo capítulo «Del sueño y la tierra» nace de una conferencia realizada en mayo de 2017 dentro del ciclo de conferencias "Questões indígenas: ecologia, terra e saberes ameríndios" en el Teatro Municipal Maria Matos en Lisboa.
El tercer capítulo «La humanidad que pensamor ser» es un texto inicialmente producido para el catálogo de la conferencia-danzada Antropocenas (2017) de João dos Santos Martins y Rita Natalio. La transcripción y edición fue realizada por Marta Lança, a partir de una entrevista conducida por Rita Natálio y Pedro Neves Marques, a Ailton Krenak en mayo de 2017, en Lisboa.

### Publicaciones en otros idiomas
El libro fue traducido al inglés por Anthony Doyle y se publicó en inglés con el título Ideas to Postpone the End of the World en 2020 bajo el sello editorial canadiense House of Anansi Press. Ese mismo año también se publicó en francés bajo el título Idées pour retarder la fin du monde por Editions Dehors y la traducción de Julien Pallotta, y en italiano bajo el título de Idee per rimandare la fine del mondo. L'identità esemplare di un piccolo popolo per il futuro delle società umane por Aboca Edizioni, con la traducción de Sara Cavarero.
A inicios de 2021 se publicó la primera edición en castellano con el título Ideas para postergar el fin del mundo por Editorial Prometeo en Buenos Aires, Argentina. Ese año también se publicó en alemán y neerlandés.

## Recepción
El libro fue el tercero más vendido durante la Festa Literária Internacional de Paraty (FLIP) de 2019 en el estado de Río de Janeiro.
De acuerdo al investigador Renato Natan Ferreira Souza, el libro se convierte en una importante fuente teórica y empírica para los investigadores que trabajan con temas de sostenibilidad y comunidades tradicionales. En una entrevista al activista y autor Ben Rawlence por Cal Flyn publicada en el portal web Five Books, el libro Ideas para postergar el fin del mundo es considerado como uno de los cinco mejores libros sobre adaptación climática. Rawlence menciona que el libro «habla sobre la cosmovisión indígena de su pueblo y cómo esos conceptos pueden ayudarnos a pensar sobre el papel de los humanos en relación con nuestro hábitat y entre nosotros» y que un libro que inspira a realizar estos cambios en el comportamiento, los marcos de referencia y en cómo piensan las personas inmersas en una tradición occidental muy racionalista.
La edición de 2021 del Porto/Post/Doc Film & Media Festival en Portugal tomó como idea central «Ideas para postergar el fin del mundo» para realizar la curaduría de la muestra audiovisual.